# Friedrich Clemens Gerke
Friedrich Clemens Gerke, nemški pisatelj, novinar, glasbenik in inovator, * 22. januar 1801, Osnabrück, Nemčija, † 21. maj 1888, Hamburg.
Znan je predvsem po tem, da je izpopolnil sistem Morsejeve abecede. Njemu v čast so 230 metrov visok telekomunikacijski stolp v Cuxhavnu poimenovali Friedrich-Clemens-Gerke-Turm.

## Življenjepis
Gerke se je rodil v skromnih razmerah. S 16 leti se je zaposlil v Hamburgu. Najprej je bil služabnik in pisar zasebnega znanstvenika Arnolda Schubacka, leta 1818 pa se je preselil k senatorju Brunnemannu, kjer je kot kontorist prvič dobil fiksno plačo. Julija 1820 se je poročil z mlado, čedno, vendar prav tako revno francosko emigrantko Sophie Marianne Ducalais. Poskus osamosvojitve s klobučarsko delavnico se jima je ponesrečil in v kratkem času sta ostala brez sredstev. Odločila sta se izseliti in se udinjati pri britanski armadi. Preko Twielenfletha in  Helgolanda sta odpotovala v Kanado. Gerke je bil tam od 1821. do 1823. zaposlen kot glasbenik pri strelskem bataljonu 60. regimenta britanske armade. Vojaška služba pa Gerkeju ni ustrezala in uspelo mu je najti namestnika, ki je zanj odslužil preostanek pogodbenega časa. Po vrnitvi v Hamburg leta 1823 je izkoristil jezikovno znanje za prevajanje knjig o telegrafski tehniki.
V letih pred svojim delovanjem na področju optičnega in kasneje električnega telegrafa je bil Gerke glasbenik v zabaviščnih lokalih danske Altone v St. Pauliju. V tem času se je pričelo tudi njegovo pisateljevanje in novinarstvo. Po nekaj letih je lahko opustil glasbeno kariero in se povsem posvetil literarnemu ustvarjanju.
Od leta 1838 je delal za J.L. Schmidta, ki je imel optično telegrafsko linijo Hamburg-Cuxhaven, in odpravil težave na tej zvezi. Linija je služila sporočilom plovbe na reki Elbe. Leta 1842 je ob velikem hamburškem požaru s pomočjo telegrafa priklical pomoč iz okolice mesta.
Na pobudo senatorja Möringa sta Američana William in Charles Robinson v Hamburgu predstavila električni Morsejev telegraf. Gerke je takoj spoznal prednosti nove tehnike in se zaposlil pri Elektro-Magnetische Telegraphen-Compagnie, ki je 15. julija 1848 vzpostavila stalno zvezo med Hamburgom in Cuxhavnom. Pri družbi, ki je prva v Evropi uporabila Morsejevo abecedo, je postal Gerke leta 1847 inšpektor.
Gerke je pri delu spoznal pomanjkljivosti ameriških Morsejevih znakov in okroglo polovico znakov spremenil v take, kakršni so v svetu še danes znani in uporabljani kot mednarodna telegrafska abeceda. Bistvena pomanjkljivost ameriških Morsejevih znakov je bila v različni dolžini 'krajših' in 'daljših' dolgih znakov. V Gerkejevem sistemu obstajajo samo kratki in dolgi znaki, pri čemer imajo dolgi trikratno dolžino kratkih, kodiranje številk pa je strogo sistematizirano.
Leta 1850 je umrla njegova soproga Marianne, s katero ni imel otrok. Kmalu zatem se je Gerke poročil z mnogo mlajšo ženo, s katero sta imela nato pet otrok. Od leta 1868 je Gerke delal v novo ustanovljenem Telegrafskem uradu v Hamburgu in leta 1869 prevzel vodstvo urada.
Gerke je umrl 21. maja 1888, pokopali so ga na hamburškem pokopališču Ohlsdorhf. Grob so svojci v 1930ih letih opustili. Ohranjenih je kar nekaj njegovih literarnih del.